# Landessternwarte Heidelberg-Königstuhl
Die Landessternwarte Heidelberg-Königstuhl ist eine von der Universität Heidelberg betriebene, vor allem historisch bedeutsame Forschungssternwarte. Sie befindet sich auf dem Westgipfel des Königstuhls bei Heidelberg. Ihre geografische Lage ist 8° 43' 15" östliche Länge und 49° 23' 55" nördliche Breite, 560 m ü. NN.

## Geschichte
Das ursprüngliche Instrumentarium der Sternwarte stammt aus der 1774 gegründeten Mannheimer Sternwarte, die aufgrund der zunehmenden Verschlechterung der Beobachtungsbedingungen 1880 provisorisch nach Karlsruhe verlegt worden war. In der Folgezeit standen drei Standorte für die Errichtung einer neuen Sternwarte zur Diskussion, wobei man sich schließlich auf den Königstuhl einigte.
Am 20. Juni 1898 wurde die Großherzogliche Bergsternwarte durch Großherzog Friedrich I. von Baden feierlich eingeweiht. Das astronomische Institut bestand zunächst aus zwei konkurrierenden Abteilungen, der astrophysikalischen unter Max Wolf und der astrometrischen unter Wilhelm Valentiner. Valentiner war bis 1880 Direktor der Mannheimer Sternwarte und hatte die Verlegung nach Karlsruhe initiiert. 1909, nach Valentiners Emeritierung, wurden die Abteilungen unter der Leitung von Max Wolf vereint.
Wolf hatte bereits als Schüler eine private Sternwarte im Garten seines Elternhauses in der Heidelberger Märzgasse errichtet, die er im Laufe der Zeit immer weiter ausbaute. Er optimierte die Astrofotografie und entdeckte auf fotografischem Wege einen Kometen sowie den Nordamerikanebel.
Nach seiner Berufung zur Bergsternwarte gelang es Wolf, private Stifter für die Anschaffung leistungsfähiger Teleskope zu gewinnen, darunter die US-Amerikanerin Catherine Wolfe Bruce, die zu Ende des 19. Jahrhunderts 10.000 US-Dollar spendete.
Hauptarbeitsgebiet der Sternwarte war zunächst die Untersuchung kosmischer Gasnebel und die Suche nach Kleinplaneten. Wolf, seine Mitarbeiter und Nachfolger entdeckten bis in die 1950er Jahre über 800 Kleinplaneten, darunter den 1906 zuerst gefundenen Trojaner Achilles.
Gemeinsam mit Johann Palisa in Wien entstand der erste photographische Sternatlas für die Suche und Identifikation neu entdeckter Himmelskörper, der Palisa-Wolf-Sternatlas.
Im Laufe der Zeit wurden neue Teleskope angeschafft und Laboratorien errichtet. 1957 entstand das Happel-Laboratorium für Strahlungsmessungen.
Seit 2005 ist die Sternwarte nicht mehr Landesinstitut, sondern wurde zusammen mit dem Astronomischen Rechen-Institut (ARI) und dem Institut für Theoretische Astrophysik (ITA) der Universität Heidelberg in das neu gegründete Zentrum für Astronomie Heidelberg (ZAH) integriert und bildet somit einen Teil der Universität Heidelberg.
Die Landessternwarte arbeitet heute auf den Gebieten der extragalaktischen und theoretischen Astrophysik, dem Gebiet der heißen Sterne sowie der Instrumentierung, und ist an internationalen Projekten der Europäischen Raumfahrtbehörde ESA, der deutsch-französisch-spanischen Organisation IRAM, der europäischen Südsternwarte (ESO) und der NASA beteiligt, derzeit insbesondere am Lucifer-Projekt für das Large Binocular Telescope.
Darüber hinaus werden öffentliche Himmelsbeobachtungen und Astronomieprogramme für Kinder angeboten.
Im Jahre 2006 übernahm Andreas Quirrenbach die Leitung der Sternwarte von seinem Vorgänger Immo Appenzeller.
Einer der früheren Leiter war Hans Elsässer (bis 1975) und an der Sternwarte waren außer den erwähnten Astronomen u. a. Helmut Scheffler. Der bekannte Astrophysiker und Naturphilosoph Harald Lesch war von 1988 bis 1991 Forschungsassistent an der Landessternwarte.

## Gebäude
Auf dem Gelände der Sternwarte befinden sich folgende Gebäude:
- Das Hauptgebäude (ehemals Astrophysikalisches Institut) umfasst unter anderem die Verwaltung, eine feinmechanische Werkstatt, eine Elektronikwerkstatt, ein Fotolabor, eine Schreinerei, Arbeitszimmer, einen Computerraum sowie eine umfangreiche Bibliothek mit etwa 23.500 Bänden. Die ältesten Bestände aus dem 18. Jahrhundert stammen noch aus der Mannheimer Sternwarte. Außerdem beherbergt es die 6 m durchmessende Teleskopkuppel des Bruce-Teleskops.
- Das Ost-Institut (ehemals Astrometrisches Institut) bestand zum Zeitpunkt der Eröffnung aus einem Meridiansaal mit zwei Meridiankreisen und einem Quadratischen Beobachtungsturm für den achtzölligen Kann-Refraktor. Das Institut war auch Sitz des Badischen Zeitdienstes und eines Seismographen.[2] Heute wird der ehemalige Meridiansaal als Hörsaal, Montageraum und als Archiv für fotografische Platten genutzt.
- In einem Wohnhaus sind Mitarbeiter der Sternwarte und deren Familien untergebracht. Ursprünglich befanden sich in dem Gebäude auch die Wohnungen der Direktoren und Unterkünfte für Studenten.[2]

- Im Nord-Institut (ehemaliges Direktorenwohnhaus) befinden sich Arbeits- und Gästezimmer.
- Der Bau des Happel-Laboratoriums geht auf eine Stiftung des Kunstmalers Karl Happel zurück. Das Labor enthält unter anderem eine Strahlungsquelle für Plancksche Strahlung (ein Schwarzer Körper) zur Kalibrierung von Photometern für die Spektroskopie, optische Messeinrichtungen zur Entwicklung optischer Systeme sowie eine zentrale Rechenanlage.
- Fünf Beobachtungskuppeln unterschiedlicher Größe.

Die Gebäude stehen unter Denkmalschutz.
Auf dem Gelände befindet sich außerdem ein Planetenweg zur Veranschaulichung des Planetensystems.

## Instrumente

### Instrumente in Nutzung
Der Kann-Refraktor (benannt nach seinem Stifter,  L. Kann) mit 8 Zoll (20 cm) Öffnung und drei Meter Brennweite mit Holztubus auf einer parallaktischen Montierung stellt das älteste Teleskop der Sternwarte dar. Es wurde bereits im Jahresbericht für 1894 der ehemaligen Karlsruher Sternwarte erwähnt. Ursprünglich für die visuelle Beobachtung von Doppelsternen eingesetzt, wird es heute ausschließlich für öffentliche Führungen (z. B. zur Sonnenbeobachtung) genutzt.

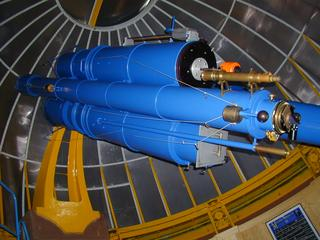
Der Bruce-Doppelastrograf der Landessternwarte

Das Bruce-Teleskop (benannt nach der Stifterin C. W. Bruce) ist ein Astrograf. Es handelt sich um einen Doppelrefraktor, bestehend aus zwei 40 Zentimeter Teleskopen mit zwei Meter Brennweite für die Fotografie, und montiert auf dem langen Leitfernrohr mit 25 Zentimeter Öffnung und vier Meter Brennweite. Mit dem 1900 in Betrieb genommenen Gerät wurden tausende von fotografischen Platten aufgenommen und zahlreiche Kleinplaneten entdeckt, teilweise in Kooperation mit Johann Palisa in Wien. Ein Katalog der Fotoplatten ist im Internet verfügbar. Heute wird das Doppelteleskop bei Führungen eingesetzt.
Das Waltz-Teleskop (nach seiner Stifterin B. Waltz benannt) ist ein Newton-Teleskop mit 72 cm Apertur, welches im Nasmyth-Fokus betrieben wird. Es wurde 1906 in Betrieb genommen und war das erste Großteleskop von Carl Zeiss. Dort ist im Allgemeinen ein Spektrograph angeschlossen und wird aktuell zur Detektion von Exoplaneten verwendet. Damit ist es das einzige Teleskop vor Ort, welches noch in der Forschung verwendet wird.

### Ungenutzte Instrumente
Nicht genutzt wird ein 6-Zoll-Doppelastrograph (15 cm), welcher sich bis 1898 in Wolfs Privatsternwarte befand und mit dem unter anderem der Asteroid Brucia entdeckt wurde. Mit der Gründung der Sternwarte zog der Astrograph in eine Teleskopkuppel südlich des Hauptgebäudes und wurde somit Teil des Inventars des damaligen Astrophysikalischen Instituts. Heute befindet er sich als Ausstellungsstück im Ost-Institut.
Ein Schmidt-Teleskop mit 40 cm Durchmesser und 90 cm Brennweite wurde 1963 in der eigenen Werkstatt des Instituts hergestellt. Das Teleskop besitzt ein großes Gesichtsfeld von vier Grad und eignete sich besonders zur Aufnahme von Sternfeldern. In Verbindung mit einem Objektivprisma konnten zahlreiche Sternspektren gleichzeitig aufgenommen werden.
Ein Cassegrain-Teleskop mit 70-Zentimeter-Hauptspiegel und 5,6 Meter Brennweite aus eigener Fertigung wurde 1988 in Betrieb genommen. Eingesetzt wurde es zur Überwachung variabler Objekte, wie etwa Quasare, mittels CCD-Kamera.
Ein weiteres Cassegrain-Teleskop mit 50-Zentimeter-Hauptspiegel und 6,95 Meter Brennweite wurde 1978 ebenfalls in der eigenen Werkstatt hergestellt. Haupteinsatzgebiet war die Sternphotometrie und -polarimetrie.

### Ehemalige Instrumente
Ein historischer 6-Zoll-Refraktor (15 cm) aus dem Jahre 1859 wurde bis 1924 zur Ausmessung von Sternhaufen sowie für Lehr- und Übungszwecke genutzt und dann stillgelegt. 1957 wurde das Gerät an die Stadt Karlsruhe verschenkt und bildete dort die Grundlage zum Aufbau der Volkssternwarte Karlsruhe.
Ein 3-Zoll-Meridiankreis (7,5 cm) aus dem Inventar der ehemaligen Karlsruher Sternwarte. Dieser wurde in der neuen Sternwarte aufgrund der mangelnden Präzision nur noch für Ausbildungszwecke genutzt.
Ein 6-Zoll-Meridiankreis (15 cm), welcher bei der Gründung der Sternwarte 1898 neu erworben wurde. Er wurde als Hauptinstrument des Astrometrischen Instituts und für die Zeitmessung des Zeitdienstes verwendet. Zur Kalibration des Meridiankreises befanden sich jeweils 100 m südlich und nördlich des Meridiansaals eine Hütte mit einem künstlichen Stern
Ein Ritchey-Chrétien-Cassegrain-Teleskop der Firma Carl Zeiss mit 75 Zentimeter Hauptspiegeldurchmesser und sechs Meter Brennweite wurde 1977 in Betrieb genommen. Das Teleskop besitzt eine azimutale Montierung und wird in beiden Achsen computergesteuert nachgeführt. Eingesetzt wird es vor allem für Himmelsaufnahmen von Galaxien und Sternhaufen mittels CCD-Kamera, vorwiegend im roten Spektralbereich des Lichtes. Es wurde 2005 im Rahmen des ATOM-Projektes (automatisches Teleskop für optische Beobachtungen) nach Namibia transportiert.